# (72662) 2001 FT48
(72662) 2001 FT48 – planetoida z pasa głównego asteroid okrążająca Słońce w ciągu 5,62 lat w średniej odległości 3,16 j.a. Odkryta 18 marca 2001 roku.